# 17th Airborne Division (Vereinigte Staaten)

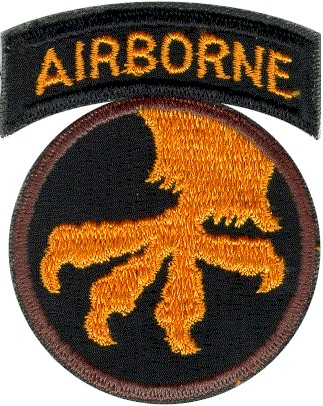
Das Ärmelabzeichen der 17. US-Luftlandedivision

Die 17th Airborne Division (deutsch 17. US-Luftlandedivision) war eine Luftlandedivision und ein Großverband der US Army während des Zweiten Weltkrieges.

## Geschichte

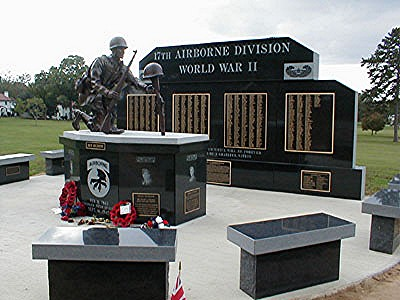
Ein Denkmal für die 17. US-Luftlandedivision im National Infantry Museum

### Aufstellung und Ausbildung
Die 17. US-Luftlandedivision (Spitzname: „Thunder from Heaven“) wurde am 15. April 1943 in Camp Mackall (North Carolina) unter dem Kommando von Maj. Gen. William Miley aufgestellt. Das Divisionsabzeichen war eine goldene Adlerkralle auf schwarzem Grund. Dieses sollte die Wahrnehmung/Ergreifung guter („goldener“) Gelegenheiten – dargestellt durch die goldene Kralle – mittels Überraschung – dargestellt durch den schwarzen Grund – symbolisieren.
Die Division bestand zu diesem Zeitpunkt aus dem 513. Fallschirmjägerregiment (Parachute Infantry Regiment, PIR) sowie dem 193. und 194. Luftlanderegiment (Glider Infantry Regiment, GIR) und mehreren Unterstützungseinheiten. Nach intensiver Ausbildung in den USA wurde die Division im August 1944 nach England verlegt und in Camp Chisledon, in der Grafschaft Wiltshire, stationiert. Dort wurde ihr zur Verstärkung das 507th Parachute Infantry Regiment – welches als Teil der 82nd Airborne Division an der Landung in der Normandie teilgenommen hatte – unterstellt. Die Division war Teil des XVIII Airborne Corps der 1. Alliierten Luftlandearmee. Während der Operation Market Garden war die Division noch in der Ausbildung und blieb folglich als strategische Reserve in England.

### Abwehr der deutschen Ardennenoffensive
Als Reaktion auf die deutsche Ardennenoffensive wurden Teile der Division zwischen dem 23. und 25. Dezember 1944 in Nachtflügen nach Frankreich verlegt und in Camp Mourmelon stationiert. Nachdem sie dem VIII Corps der 3. US-Armee General Pattons unterstellt wurde, bezog die 17. US-Luftlandedivision vom 27. bis zum 31. Dezember Verteidigungspositionen am Fluss Maas zwischen Givet und Verdun. Am 1. Januar 1945 wurde sie nach Neufchâteau in Belgien und weiter nach Morhet verlegt, wo sie die 28th Infantry Division ablöste. Am 3. Januar nahm die Division an einer alliierten Gegenoffensive westlich von Bastogne teil, wobei sie mehrere kleine belgische Städte eroberte. Der dabei am 7. Januar eroberte Ort Flamierge musste nach deutschen Gegenangriffen wieder aufgegeben werden und konnte erst fünf Tage später – nachdem die deutschen Truppen zum Rückzug gezwungen wurden – wieder eingenommen werden. Am 18. Januar übernahm die 17. US-Luftlandedivision die Stellungen der 11th Armored Division im Raum Houffalize und drängte in den folgenden Tagen die deutschen Truppen auf ihre Ausgangspositionen vor Beginn der Ardennenoffensive zurück. Dabei wurden von der Division am 22. Januar die Orte Steinbach und Limerle und am 26. Januar Wattermal und Espeler eingenommen, bevor sie von der 87th Infantry Division abgelöst wurde.
Die 17. US-Luftlandedivision wurde danach dem III Corps unterstellt, unter dessen Kommando sie nach Luxemburg vorrückte. Dabei eroberte die Division unter anderem die Orte Eschweiler und Clervaux und säuberte das westliche Ufer der Our von deutschen Truppen. Kleinere Truppenteile überquerten den Fluss, um die deutschen Verteidigungsstellungen der Siegfriedlinie zu erkunden und einen kleinen Brückenkopf nahe Dasburg zu errichten. Am 10. Februar übernahm die 6th Armored Division die Stellungen der 17. US-Luftlandedivision.

### Rheinüberquerung und Kriegsende
In der Folgezeit wurde die 17. US-Luftlandedivision – jetzt wieder unter dem Kommando des XVIII Airborne Corps – neu ausgerüstet und auf ihren Luftlandeeinsatz (Operation Varsity) im Rahmen der Operation Plunder – der Überwindung des Rheins – vorbereitet. Dazu erfolgte Anfang März eine Reorganisation der Division, die danach aus dem – nun fest zugeordneten – 507. sowie dem 513. Fallschirmjägerregiment und dem 194. Luftlanderegiment bestand. Das 193. Luftlanderegiment wurde aufgelöst, um das 194. Luftlanderegiment zu verstärken.
In den Abendstunden des 23. März begannen die Bodentruppen der britischen 2. Armee und der 9. US-Armee mit der Rheinüberquerung. Gegen 10 Uhr am Morgen des folgenden Tages landeten die 17. US-Luftlandedivision und die britische 6th Airborne Division zwischen Wesel und Hamminkeln auf der östlichen Seite des Niederrheins. Ziel der Operation Varsity war es, eine möglichst schnelle Erweiterung des Brückenkopfes am östlichen Rheinufer, um damit einen schnellen Vorstoß der alliierten Truppen in das Deutsche Reich sicherzustellen. Der 17. US-Luftlandedivision kam dabei die Aufgabe zu, das Höhengelände östlich des Diersfordter Waldes und die Brücken über die Issel zu sichern. Wenige Stunden nach Angriffsbeginn hatten deren Einheiten, unter teils schweren Verlusten, all ihre Angriffsziele genommen. Am Nachmittag desselben Tages vereinigte sich die 17. US-Luftlandedivision mit den vorrückenden Einheiten der britischen 15th (Scottish) Division und der britischen 1. Kommando-Brigade.
Als die Division in den folgenden Tagen unter dem Kommando des XIII Corps von General Simpsons 9. Armee nach Osten vorstieß, eroberte sie am 29. März Haltern und am 2. April Münster. Im Folgenden nahm die 17. US-Luftlandedivision an den Kämpfen im Ruhrgebiet teil, wobei sie die 79th Infantry Division ablöste.
Am 6. April wurde sie dem XVI Corps unterstellt. Noch am selben Tag überschritt sie den Rhein-Herne-Kanal und errichtete einen Brückenkopf für den Angriff auf Essen, welches vier Tage später fiel. In nachfolgenden Angriffen wurden auch die Industriestädte Mülheim an der Ruhr und Duisburg erobert. Ab dem 12. April übernahm die Division zudem Besatzungsaufgaben im Deutschen Reich. Mit der Kapitulation des Ruhrkessels endeten für die 17. US-Luftlandedivision die Kampfhandlungen in Europa.
Die Division kam am 27. April unter das Kommando des XXII Corps, unter welchem sie weiterhin Besatzungsaufgaben erfüllte, bis sie am 25. Juni 1945 nach Frankreich verlegt wurde. Im September desselben Jahres wurde die 17. US-Luftlandedivision in die Vereinigten Staaten zurückverlegt, wo sie in Camp Myles Standish (Massachusetts) am 16. September 1945 aufgelöst wurde. In den Jahren 1948 und 1949 wurde die Division kurzfristig zu Ausbildungszwecken reaktiviert, ehe sie am 19. Juni 1949 dauerhaft deaktiviert wurde. Damals war Generalmajor Robert C. Macon ihr letzter Kommandeur.

### Zahlen zur 17. US-Luftlandedivision
Im Rahmen ihrer 45 Tage dauernden Kampfeinsätze in den Ardennen, im Rheinland und im Ruhrgebiet hatte die 17. US-Luftlandedivision insgesamt 2.166 Mann an Verlusten zu beklagen. Davon waren 564 gefallen, 129 galten als vermisst und 1.473 wurden so schwer verwundet, dass sie nicht mehr kampffähig waren. Die Zahl der minderschwer Verwundeten lag weit höher. Zudem wurden 854 Angehörige der Division außerhalb von Kampfhandlungen – meist durch Unfälle oder Erkrankungen – getötet oder waren nicht mehr einsatzfähig. Diese Verluste entsprechen knapp einem Viertel der gesamten Divisionsstärke.
In dieser Zeit hat die 17. US-Luftlandedivision 17.344 Kriegsgefangene gemacht.
Für besondere Tapferkeit wurden den Angehörigen der Division insgesamt 4 „Distinguished Service Cross“, 177 „Silver Star“ und 695 „Bronze Star“ verliehen.

## Organisation
| Verbände                                          | Kommandeur                                                 |
|                                                   |                                                            |
| 507. Fallschirmjägerregiment                      | Col. Edson D. Raff                                         |
| (507th Parachute Infantry Regiment)               |                                                            |
| 513. Fallschirmjägerregiment                      | Col. James W. Coutts, Lt. Col. Ward Ryan (ab. 9. Mai 1945) |
| (513th Parachute Infantry Regiment)               |                                                            |
| 193. Luftlanderegiment                            | Col. Maurice G. Stubbs                                     |
| (193rd Glider Infantry Regiment)                  |                                                            |
| 194. Luftlanderegiment                            | Col. James R. Pierce                                       |
| (194th Glider Infantry Regiment)                  |                                                            |
| 139. Luftlande-Pionier-Bataillon                  | Lt. Col. Stanley T. B. Johnson                             |
| (139th Airborne Engineer Battalion)               |                                                            |
| 155. Luftlande-Flugabwehr-Artillerie-Bataillon    |                                                            |
| (155th Airborne Antiaircraft Artillery Battalion) |                                                            |
|                                                   |                                                            |
| Divisionsartillerie                               |                                                            |
| 680. Luftlande-Feldartillerie-Bataillon           | Lt. Col. Paul F. Oswald                                    |
| (680th Glider Field Artillery Battalion)          |                                                            |
| 681. Luftlande-Feldartillerie-Bataillon           | Lt. Col. Joseph W. Keating                                 |
| (681st Glider Field Artillery Battalion)          |                                                            |
| 464. Fallschirm-Feldartillerie-Bataillon          | Lt. Col. Edward S. Branigan                                |
| (464th Parachute Field Artillery Battalion)       |                                                            |
| 466. Fallschirm-Feldartillerie-Bataillon          | Lt. Col. Ken Booth                                         |
| (466th Parachute Field Artillery Battalion)       |                                                            |
|                                                   |                                                            |
| Weitere Einheiten                                 |                                                            |
| 224. Sanitätskompanie                             |                                                            |
| (224th Medical Company)                           |                                                            |
| 17. Fallschirm-Instandsetzungkompanie             |                                                            |
| (17th Parachute Maintenance Company)              |                                                            |
| 717. Luftlande-Versorgungskompanie                |                                                            |
| (717th Airborne Ordnance Company)                 |                                                            |
| 411. Luftlande-Nachschubkompanie                  |                                                            |
| (411th Airborne Quartermaster Company)            |                                                            |
| 517. Luftlande-Fernmeldekompanie                  |                                                            |
| (517th Airborne Signal Company)                   |                                                            |
| Stabskompanie                                     |                                                            |
| (Headquarters Company)                            |                                                            |
| Militärpolizeizug                                 |                                                            |
| (Military Police Platoon)                         |                                                            |
| Aufklärungszug                                    |                                                            |
| (Reconnaissance Platoon)                          |                                                            |
| Divisionsmusikkorps                               | (Band)                                                     |

## Führung und Stab
| Divisionskommandeur                   | Maj. Gen. William M. Miley  |
| Stellvertretender Divisionskommandeur | Brig. Gen. John L. Whitelaw |
| Kommandeur der Divisionsartillerie    | Brig. Gen. Joseph V. Phelps |
| Stabschef                             | Col. Willard K. Liebel      |
| Stabsoffizier G 1 (Personal)          | Lt. Col. Lewis R. Good      |
| Stabsoffizier G 2 (Feindlage)         | Lt. Col. Lyle N. McAlister  |
| Stabsoffizier G 3 (Operationsplanung) | Lt. Col. Edwin J. Messinger |
| Stabsoffizier G 4 (Versorgung)        | Lt. Col. Charles W. Koester |
| Stabsoffizier G 5 (Zivilbevölkerung)  | Lt. Col. Richard A. Norton  |
| Adjutant General                      | Lt. Col. Gabe W. Lewis, Jr. |